# Horacio Zeballos
Horacio Zeballos Jr. (n. 27 aprilie 1985) este un jucător profesionist de tenis argentinian. Cea mai înaltă poziție în clasamentul ATP la simplu este locul 39 mondial, în martie 2013, iar la dublu, locul 1 mondial, în mai 2024, devenind primul argentinian care a realizat această performanță. Este campion de Grand Slam la French Open 2025, alături de Marcel Granollers. 
La simplu, Zeballos a câștigat primul și singurul său titlu ATP la Chile Open din 2013. În finală, l-a învins pe Rafael Nadal, devenind unul dintre cei doar cinci jucători (alături de Roger Federer, Novak Djokovic, Andy Murray și Nuno Borges) care l-au învins pe Nadal într-o finală pe zgură. De asemenea, a ajuns în runda a patra la Openul Franței, în 2017, și în finală la Sankt Petersburg, în 2009, Rusia, pierzând în fața ucraineanului Sergiy Stakhovsky. Zeballos a câștigat premiul ATP pentru debutantul anului 2009.
La dublu, a câștigat 25 de titluri ATP și a ajuns în finala de dublu masculin la US Open 2019 și la Wimbledon în 2021 și 2023, alături de Granollers. A ajuns în prima sa finală de dublu la Chile Open 2010 din Santiago, alături de partenerul său Potito Starace. Au pierdut în fața favoriților Łukasz Kubot și Oliver Marach. A câștigat primul său titlu de dublu la Argentina Open alături de Sebastián Prieto.